# رزمندگان آسمان و زمین
رزمندگان آسمان و زمین (انگلیسی: Warriors of Heaven and Earth) فیلمی در ژانر ماجراجویی است که در سال ۲۰۰۳ منتشر شد. از بازیگران آن می‌توان به جیانگ ون، کی‌ایچی ناکای و جائو وی اشاره کرد.